# Michel Lecointre
Pour les articles homonymes, voir Lecointre.
Michel Lecointre, né le 3 juillet 1926 à Troyes et mort le 26 mai 1956 à Neuilly-sur-Seine, est un joueur français de rugby à XV. Il a joué avec l'équipe de France et le Stade nantais université club au poste de demi d’ouverture (1,75 m pour 85 kg).

## Carrière de joueur

### En club
- Stade nantais

### En équipe nationale
Il a disputé un test match le 17 mai 1952 contre l'équipe d'Italie.

## Palmarès
- Sélection en équipe nationale : 1

## Hommage
Un stade, situé sur l'île de Nantes, a été baptisé en son honneur.
Un tournoi de jeunes des catégories U8, U10 et U12 est organisé chaque année par le Stade Nantais (ex SNUC) au printemps : le Challenge Lecointre.